# Sixte IV nommant l'humaniste Platina conservateur de la Bibliothèque du Vatican
Sixte IV nommant l'humaniste Platina conservateur de la Bibliothèque du Vatican est une fresque de l'artiste italien de la Renaissance Melozzo de Forlì, décorant autrefois la Bibliothèque du Vatican, se trouvant maintenant installée dans la Pinacothèque vaticane à Rome.

## Description
La fresque a été exécutée en 1477 comme scène centrale de la décoration de la Bibliothèque du Vatican, fondée par Sixte IV deux ans auparavant, décoration comprenant également des œuvres d'Antoniazzo Romano et des frères Davide et Domenico Ghirlandaio.
La scène montre le Pape, vu depuis un horizon bas, face à l'humaniste Bartolomeo Platina, à genoux devant lui, ainsi que les neveux du Pape : les deux cardinaux, Giuliano della Rovere, qui deviendra plus tard le pape Jules, debout devant le Pape, et Raffaele Riario derrière sa chaise. À gauche on voit Girolamo Riario et Giovanni della Rovere, frère de Giuliano (tout à gauche).
Le fond représente une architecture classique avec des arcades et un plafond à caissons dorés. Platina pointe de son doigt  une inscription plus bas, écrite par lui-même, qui glorifie les actions de Sixte.

## Postérité
La fresque fait partie du musée imaginaire de l'historien français Paul Veyne, qui le décrit dans son ouvrage justement intitulé Mon musée imaginaire.

## Sources
- Stefano Zuffi, Il Quattrocento, Milan, Electa, 2004